# Værløse Boldklub
Værløse Boldklub (forkortet Værløse BK eller VB) er en dansk fodboldklub, hjemmehørende i den nordsjællandske by Værløse. Førsteholdet afvikler deres hjemmebanekampe på Værløse Stadion og spiller i 2015/16-sæsonen i den 6. bedste danske fodboldrække, Serie 1, under Dansk Boldspil-Union (DBU). Værløse har hjemsted i Furesø Kommune.

## Klubbens historie
Værløse Boldklub var oprindelig en del af IF Værløse, som blev grundlagt i 1924. Boldklubben blev stiftet rigtigt i 1950, hvilket har givet anledning til nogle jubilæer i 1975, 1990 og det seneste i 2000. Klubbens motto er Fodbold med glæde. Værløse Stadion, hvor klubbens fodboldhold afvikler deres træning og hjemmebanekampe, ligger centralt i byen tæt ved Værløsehallerne og kaldes også "Daugaard Grounds" efter klubbens første æresmedlem baneinspektør Ejvind Daugaard.[kilde mangler]
I 2000 påbegyndte 3 oprykninger for klubbens 1. seniorhold tre år i træk, fra Serie 1 (2000) via Sjællandsserien (2001) og Kvalifikationsrækken (foråret 2002, de vandt deres pulje) til Danmarksserien (for første gang i klubbens historie). Herefter blev de i Danmarksserien i et år, hvorefter de vandt rækken og rykkede op i 2. division i 2004. Klubbens første sæson i den tredjebedste fodboldrække endte med en sidsteplads, men på grund af en ny opdeling af 2. division i en 2.division Øst og 2. division Vest forblev holdet i divisionen. Cheftræner Finn Christoffersen og assistenttræner Jens Jørgensen, som ledede holdet igennem denne såkaldte oprykningsperiode, modtog klubbens pokal som årets trænere i 2003, før de overgav holdet til Bent "turbo" Christensen. Årenes spiller og anfører, Kim Berthelsen, stoppede i slutningen af 2003. Siden har holdet været trænet af den tidligere Malawi-landstræner Kim Splidsboel. Nu trænes det af Michael Kristensen "Krisser"
Med oprykningen til Danmarksturneringen i fodbold kunne klubben endvidere for første gang skrive kontrakter med dets førsteholdsspillere, hvorefter Værløse Boldklub's Fodbold A/S blev etableret.

## Kendte spillere
- Mikkel Jensen (Hammarby IF)
- Pierre Larsen (17 A-landskampe for Danmark)
- Bent Christensen (Tidligere Lyngby)
- Klaus Granlund (Tidligere Ikast)
- Mike Chuma, landsholdsspiller for Tanzania
- Bent Christensen Arensøe

## Ekstern kilde/henvisning
- Værløse Boldklubs officielle hjemmeside